# Чернявский, Николай Андреевич
Никола́й (Кола́у) Андре́евич Черня́вский (1892, Аккерман, Бессарабская губерния — 1947, 1942 или 1943) — русский и советский поэт и переводчик, входивший в футуристическую литературную группу «41°».

## Биография
Николай Чернявский родился в 1892 году в российском городе Аккерман Бессарабской губернии (сейчас Белгород-Днестровский Одесской области Украины). Также он известен под именем Колау — так себя называл сам поэт, ставший большим поклонником Грузии.
По образованию был типографистом.

Обложка единственного сборника Колау Чернявского «Письма»

«Симфоническое» стихотворение Николая Чернявского «Кирпичная труба», набранное разными шрифтами

В 1910-е годы стал известен в литературных кругах, был знаком с поэтами Александром Блоком, Константином Бальмонтом, прозаиком Алексеем Ремизовым. К тому же периоду относятся его публикации в коллективных сборниках и альманахах. Так, в сборнике «В год войны», выпущенном в 1915 году, стихотворение Чернявского «Никола» соседствует с произведениями именитых поэтов — Блока, Фёдора Сологуба, Анны Ахматовой, Ивана Бунина, Зинаиды Гиппиус.
В 1919 году сблизился с кубофутуристами, входившими в действовавшую в Тифлисе авангардную группу «41°»: Алексеем Кручёных, Ильёй Зданевичем, Игорем Терентьевым. В этот период Чернявский занимается поэтическими экспериментами, в том числе пишет графические стихи. Подпись Чернявского наряду с подписями Зданевича, Кручёных и Терентьева стоит под манифестом группы, опубликованным в 1919 году в единственном номере газеты «41°». В нём, в частности, утверждалось:
Компания 41° объединяет левобережный футуризм, и утверждает заумь как обязательную форму воплощения искусства.
Чернявский участвовал в коллективных вечерах и дискуссиях группы.
Около 1920 года переехал к родственникам в Одессу, работал библиотекарем в полку Перекопской дивизии. Публиковался в одесском журнале «Лава».
С распадом группы «41°», случившимся в 1920 году, Чернявский отошёл от футуризма и занимался собиранием русского и грузинского фольклора, а также переводами с грузинского, армянского и французского языков. Среди переведённых Чернявским авторов — Артюр Рембо, Эжен Потье, Симон Чиковани, армянский футурист Кара-Дарвиш. По словам Чернявского, он «собрал до 900 страниц сказочного материала, которым неоднократно пользовались молодые аспирантки университета в Тифлисе для научных работ по фольклору».
В конце 1922 года вернулся в Тифлис. Печатался как журналист и поэт в местных газетах «Заря Востока», «Тифлисский рабочий», «Молодой рабочий». В 1925 году в «Заре Востока» переводил радиодепеши с французского и итальянского языков. В 1932—1933 годах заведовал русским сектором многотиражной газеты бывшего паровозо-вагоноремонтного завода.
Вот роковая борьба.

Сгрудимся все побороть.

Завтра людская толпа

— Международь.
В 1927 году тиражом 1000 экземпляров выпустил в Тифлисе единственный стихотворный сборник «Письма», который иллюстрировал Кирилл Зданевич, знакомый по футуристической группе «41°». В нём, в частности, содержится новый перевод «Интернационала» Потье, из-за которого книга, по словам исследователя Льва Турчинского, получила анекдотическую славу. В «Письма» включён и сделанный Чернявским первый русский перевод «Парижской оргии» Рембо. В 1931 году в Тифлисе тиражом 4000 экземпляров была опубликована книга Чиковани «Шёлк», переведённая Чернявским.
В Тифлисе Чернявский не имел устроенного быта, хотя получал поддержку от брата и сестры. Болел эпилепсией. Литературовед Гарегин Бебутов характеризовал его как скромного и невзыскательного человека. Писатель Николай Шебуев в 1934 году писал о нём: «Как я завидую покрытому насекомыми графоману Коляу». Писатель Константин Паустовский вспоминал, что «познания Чернявского в любой области были поразительными, суждения — резкими и нетерпимыми, а преданность всем „левейшим“ течениям в искусстве — безграничной». Кроме того, он называл его «удивительным разговорщиком», которому «было совершенно всё равно, чем занимается его собеседник, лишь бы он его слушал». По словам Паустовского, Чернявский был «очень незлобивым и беспомощным человеком. Его обманывали и обижали на каждом шагу».
Периодически Чернявский встречался с людьми, знакомыми по прежней литературной жизни: в 1924 и 1927 годах он виделся с Владимиром Маяковским, в 1929 году — с Андреем Белым, в 1931 году — с Василием Каменским.
В феврале 1931 года по просьбе Бебутова надиктовал воспоминания о Маяковском, которые планировалось опубликовать в четвёртом выпуске альманаха «Живой Маяковский».
В 1930-е годы благодаря «характерной внешности» сыграл в ряде эпизодических ролей в фильмах кинофабрики Госкинопрома Грузинской ССР, где работал переводчиком. Среди ролей Чернявского — почтальон в первом звуковом фильме режиссёра Амбарцума Бек-Назарова «Пэпо».
Данные о дате смерти разнятся. По информации Александра Соболева и Романа Тименчика, летом 1943 года он был забит до смерти санитарами инфекционной больницы, которые претендовали на его продовольственный паёк и передачи. Чаще встречаются данные о том, что Чернявский умер в 1942 или 1947 году.

## Особенности творчества
Ранние и поздние стихотворения Чернявского не несут в себе ощутимого влияния эстетики какого-либо поэтического направления. Исключение составляет только короткий футуристический период. О работе Чернявского в этот период вспоминал в автобиографической «Повести о жизни» Константин Паустовский, который встречался с Чернявским в доме Зданевичей в Тифлисе и наблюдал за его поэтическими экспериментами, заключавшимися в писании стихов тремя размерами шрифтов. Такие стихи поэт называл «симфоническими».
В общем, он сначала писал основной текст стихотворения, даже довольно понятный. Но путем типографских ухищрений и игры шрифтов одно и то же стихотворение превращалось в три. Достигалось это тем, что стихи печатались вместе, но тремя размерами шрифтов. Если вы читали только слова, набранные самым крупным шрифтом, не обращая внимания на слова, напечатанные средним или мелким шрифтом, то получался один текст. Если же вы читали слова, набранные средним шрифтом, пропуская остальные шрифты, то получался второй, совершенно самостоятельный текст стихотворения. Если же вы, наконец, читали самый мелкий шрифт (предположим, петит или нонпарель), то получался третий, неожиданный текст. Этому головоломному и вгонявшему в отчаяние занятию Колау Чернявский отдавал почти все свое время.Константин Паустовский